# Rajon Vrăbnitsa
Rajon Vrăbnitsa (bulgariska: Район Връбница) är ett distrikt i Bulgarien.   Det ligger i kommunen Stolitjna Obsjtina och regionen Sofija-grad, i den västra delen av landet, 8 km nordväst om huvudstaden Sofia. Orter i distriktet är Volujak och Mramor.